# シメオン・テン・ホルト
シメオン・テン・ホルト（Simeon ten Holt、1923年1月24日 - 2012年11月25日）は、ベルゲン生まれのオランダの作曲家。独特のミニマル・ミュージックの作風で知られる。
ベルゲンでヤーコプ・ファン・ドムセラール（英語: Jakob van Domselaer）に師事した後、1949年から1954年にかけてエコールノルマル音楽院でアルチュール・オネゲルとダリウス・ミヨーに師事した。その後はピアニストとして活動しながら作品を発表した。
2012年11月25日、アルクマールの病院で死去。89歳没。

## 作風
作品の多くは調性に基づいており、しばしば膨大な演奏単位からなる。各単位を何度繰り返すかは演奏者に委ねられる。
音楽とヴィジュアル・アートの関連、音楽と数学との関係に興味を抱いており、これは師であるヤーコプ・ファン・ドムセラールによる影響が大きい。また、ドムセラールからの影響は彼の作曲における主要な楽器がピアノであることにも表れており、実際、テン・ホルトの作品の多くは独奏ピアノや複数のピアノのアンサンブルのために書かれている。
テン・ホルトの音楽の解釈に定評があるピアニストとしてはケース・ヴィーリンガ（オランダ語: Kees Wieringa）が挙げられ、複数の録音が存在する。オランダのイェローン・ヴァン・ヴェーン（英語: Jeroen van Veen (pianist)）も積極的にホルトの作品を演奏、録音している。複数台のピアノのための作品全集（CD 11枚組）もリリースされている。

## 作品

### ピアノ曲
- Kompositie I, II, III, IV (1942年–1945年)
- Sonate (1953年)
- 20 Bagatellen (1954年)
- Allegro ex machina (1955年)
- Diagonaalsuite (1957年)
- Muziek voor Pieter, 7 small pieces (1958年)
- Diagonaalsonate (1959年)
- Soloduiveldans I (1959年)
- Epigrammen (1959年)
- 5 Etudes (1961年)
- Cyclus aan de Waanzin (1961年–1962年)
- Sekwensen, for 1 or 2  pianos (1965年)
- Interpolations (1969年)
- 5 Pieces (1970年–1972年)
- Canto Ostinato (1976年–1979年)
- Natalon in E (1980年)
- Lemniscaat (1982年–1983年)
- Horizon (1983年–1985年)
- Soloduiveldans II (1986年)
- Incantatie IV, for piano and other instruments (1987年–1990年)
- Soloduiveldans III (1990年)
- Schaduw noch Prooi, for 2 pianos (1993年–1995年)
- Eadem sed Aliter (hetzelfde maar anders) (1995年)
- Méandres, for 4 pianos (1997年)
- Soloduiveldans IV (1998年)

### 室内楽
- Suite, for string quartet (1954年–1955年)
- Diagonaalmuziek, for strings (1958年)
- Quartetto: per archi, for string quartet (1965年)
- Differenties, for mixed ensemble, (3 clarinets, piano, vibraphone, 2-11 players) (1969年)
- Scenario-X, (2 trumpets, horn, trombone, tuba) (1970年)
- Palimpsest, for string septet (4 violins, viola, cello and contrabass) (1990年–1992年、1993年改定)
- Capriccio, for solo violin (1999年)

### 電子音楽
- Inferno I & II (1970年–1971年)
- Module IV (1970年–1972年)
- I am Sylvia but somebody else (1973年)

### ボーカル曲
- ..A/ .TA-LON, for mezzo-soprano and 36 instrumentalists who play and speak (1967年–1968年)
- Koorprojekt 75, for 3 choirs, 4 speakers, electronic music (1975年)
- Bi-Ba-Bo for vocal quartet (1980年)

### その他
- Tripticon, for percussion (1965年)
- Kockyn : een kermiskroniek, film music for piano, guitar and metallophone (1966年)
- Centri-fuga for orchestra (1976年)[2]
- Une musique blanche for orchestra (1980年–1982年)